# Boiry-Becquerelle
Boiry-Becquerelle je francouzská obec v departementu Pas-de-Calais v regionu Hauts-de-France. V roce 2014 zde žilo 409 obyvatel.

## Poloha obce
Sousední obce jsou: Boisleux-Saint-Marc, Boyelles, Hénin-sur-Cojeul, Mercatel, Neuville-Vitasse a Saint-Léger.

## Vývoj počtu obyvatel
Počet obyvatel